# 달의 내부구조

달 내부구조를 도식적으로 나타낸 그림.

달은 지구 화학적으로 봤을 때, 지각, 맨틀, 핵(외핵,내핵)으로 구분되어 있다. 이 구조는 45억 년 전 짧은 기간에 이루어진 마그마의 바다의 분별결정의 결과로 믿어진다. 달의 바깥 부분이 녹기에 필요한 에너지는 지구 궤도의 강착 물질이 생성된 후에 지구-달 시스템을 형성하는데 원인이 된 거대한 충돌 사건이 원인이다. 이 마그마 바다의 결정 작용은 유색광물질 맨틀과 사장석이 풍부한 지각의 융기를 불러일으켰다.
지구 화학적으로 지도를 작성해보면 대체로 달의 지각은 마그마 바다의 가설과 일치하는, 사장암으로 구성되어있음을 의미한다.달의 지각을 구성하는 원소의 측면에서는 주로 산소, 규소, 마그네슘, 철, 칼슘 그리고 알루미늄으로 구성되어있다. 그러나 부원소지만 중요한 미량 원소도 존재한다. 지구 물리학적 기술에 근거했을 때, 지각의 두께는 평균 50 km로 추정된다.
맨틀 안쪽의 부분 용융은 표면의 바다 현무암의 분출을 일으킨다. 이 현무암을 분석하면 대개 맨틀이 감람석, 사방휘석과 단사휘석으로 이루어져 있고, 또 맨틀의 철이 지구보다 풍부하게 있음을 알 수 있다. 몇몇 현무암은 티타늄을 풍부하게 보유하고 있고, 맨틀은 아주 다양한 종류의 물질로 이루어져 있다. 월진은 표면 1,000 km 아래의 맨틀 깊숙한 곳에서부터 일어난다. 이것은 한 달의 주기를 가지며 지구에 대한 달의 타원 궤도에 의한 조석 응력과 관련이 있다. 몇몇 표면 100 km 아래의 천발 월진도 감지됐지만, 이는 드문 현상이며 달의 조석과는 관련이 없다.
달의 평균 밀도는 3,346.4 kg/m³이며, 태양계에서 이오 다음으로 두 번째로 가장 밀도가 높은 위성이다. 그럼에도, 몇몇 증거에서는 달의 핵은 작으며, 반경 350 km 이하임을 시사한다. 핵의 크기는 달 크기의 20%이고, 반면에 다른 대부분의 표면의 것들은 50%를 차지한다. 핵의 구성 물질은 잘 규명되지 않았지만, 대개 소량의 황과 니켈이 섞인 금속질 철로 구성되어있을 것으로 추정된다. 달의 자전을 분석하면 핵이 부분적으로 녹아있다는 것을 알 수 있다.